# Hwasong-14

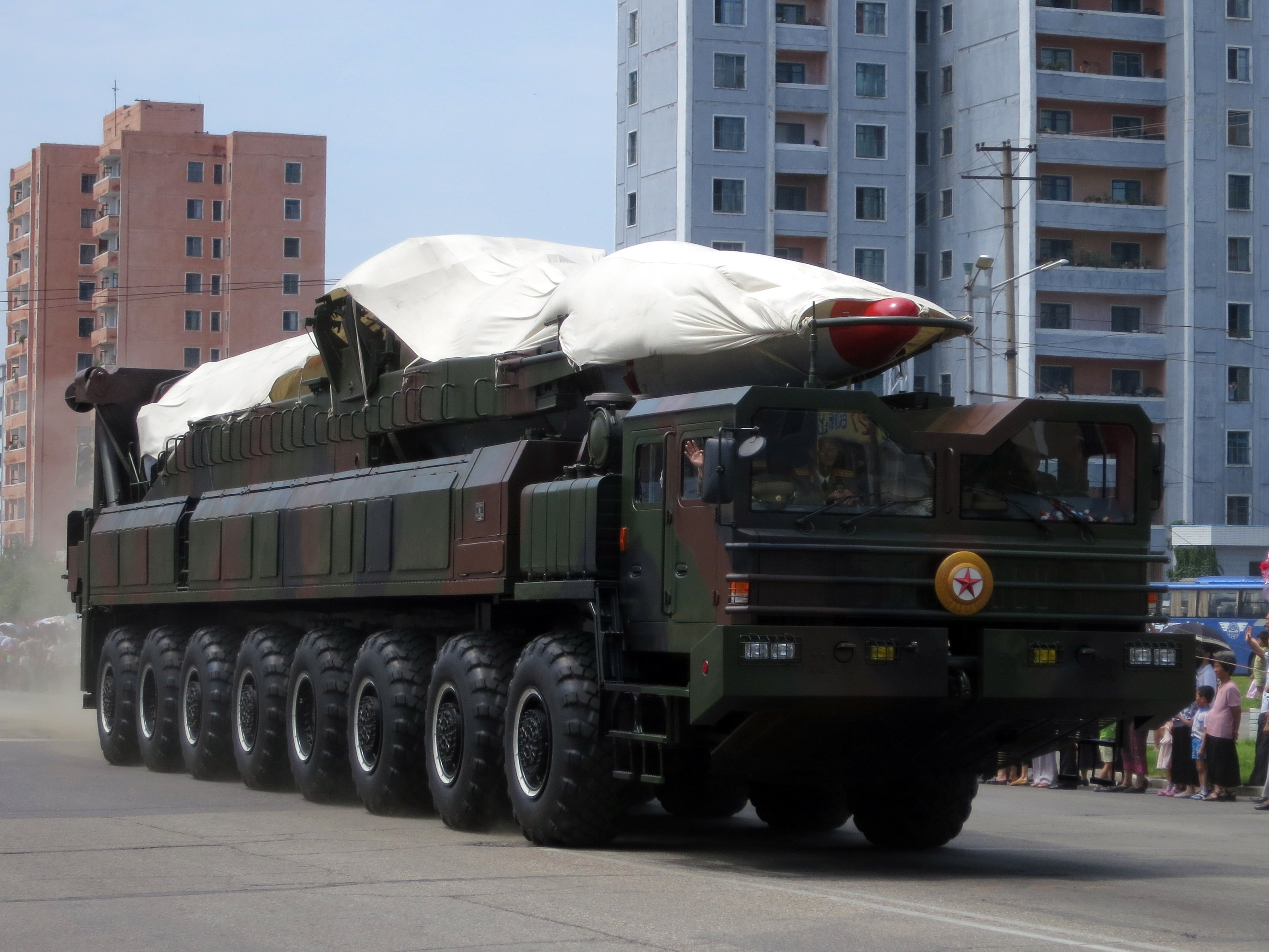
Misil balístico de Corea del Norte - Día de la Victoria de Corea del Norte, 2013.

El Hwasong-14 (coreano: 《화성-14》형; Hanja: 火星 14型; en español: Tipo Marte 14), también conocido con el nombre en clave alternativo estadounidense KN-20, es un misil balístico intercontinental móvil desarrollado por Corea del Norte. Tuvo su vuelo inaugural el 4 de julio de 2017, coincidiendo con el Día de la Independencia de Estados Unidos. Corea del Norte es el único operador conocido de este misil. El 28 de julio de 2017 se hizo una segunda prueba con este modelo de misil.